# Molossops aequatorianus
Molossops aequatorianus (Cabrera, 1917) è un pipistrello della famiglia dei Molossidi endemico dell'Ecuador.

## Descrizione

### Dimensioni
Pipistrello di piccole dimensioni, con la lunghezza della testa e del corpo tra 50 e 52 mm, la lunghezza dell'avambraccio tra 35,9 e 37,6 mm, la lunghezza della coda tra 29 e 31 mm, la lunghezza del piede tra 7 e 7,6 mm, la lunghezza delle orecchie di 14 mm e un peso fino a 5 g.

### Aspetto
Il colore generale del corpo è brunastro, con le parti ventrali più brizzolate e talvolta con la gola biancastra. Il muso è appuntito, il labbro superiore è ricoperto di solchi longitudinali, mentre le narici si aprono su due cuscinetti. Una sacca golare è presente nei maschi. Le orecchie sono corte, triangolari e unite alla base anteriore. Il trago è largo alla base e appuntito verso l'estremità, mentre l'antitrago è squadrato. La coda è lunga, tozza e si estende per circa la metà oltre l'uropatagio.

## Biologia

### Alimentazione
Si nutre di insetti.

## Distribuzione e habitat
Questa specie è conosciuta soltanto in due località dell'Ecuador occidentale.
Vive in zone paludose.

## Conservazione
La IUCN Red List, considerato che questa specie è conosciuta soltanto in due località dell'Ecuador e che il suo habitat è stato convertito all'agricoltura, classifica M.aequatorianus come specie vulnerabile (VU).